# Nenad Žvanut
Nenad Žvanut (Rijeka Crnojevića (Cetinje), 23 april 1962) is een Kroatisch voormalig langebaanschaatser, destijds Joegoslavië. Hij deed in 1984 mee aan de Olympische Winterspelen in Sarajevo. Op de 500 meter eindigde Žvanut op de negenendertigste plaats en op de 1000 meter werd hij eenenveertigste.
Ook deed hij één maal mee aan de Wereldkampioenschappen sprint, dit was in 1983 in Helsinki. Op dit sprintkampioenschap eindigde Žvanut op een dertigste plaats in de eindrangschikking.

## Persoonlijke records
| Afstand    | Tijd   | Datum            | Baan    |
| ---------- | ------ | ---------------- | ------- |
| 500 meter  | 0 40,5 | 6 februari 1982  | Geithus |
| 1000 meter | 1.24,2 | 31 januari 1982  | Skedsmo |
| 1500 meter | 2.14,2 | 1 maart 1981     | Gol     |
| 3000 meter | 4.58,1 | 14 februari 1981 | Geithus |
| 5000 meter | 8.44,3 | 7 februari 1981  | Geithus |

## Resultaten
| Jaar | WK sprint            | Olympische Spelen  |
| ---- | -------------------- | ------------------ |
| 1983 | 30e (32, 30, 29, 31) |                    |
| 1984 |                      | 39e 500m 41e 1000m |

- = geen deelname
(#, #, #, #) = afstandspositie op sprinttoernooi (500m, 1000m, 500m, 1000m)